# Jin Izumisawa
Jin Izumisawa (泉澤 仁, Izumisawa Jin) est un footballeur japonais né le 17 décembre 1991 à Chiba. Il évolue au poste de milieu offensif.

## Biographie
Avec l'équipe de l'Omiya Ardija, il inscrit sept buts en deuxième division japonaise lors de la saison 2015.
Il participe à la Ligue des champions d'Asie avec le club du Gamba Osaka.

## Palmarès
- Champion du Japon de D2 en 2015 avec l'Omiya Ardija